# Val (België)
Val is een dorp in de deelgemeente Val-Meer, behorende tot de gemeente Riemst.
Het dorp werd in 1147 voor het eerst vermeld, en wel als Falla. Dit betekent vermoedelijk: helling.
Val was een afzonderlijke heerlijkheid, die behoorde bij het Graafschap Loon, dat later onderdeel werd van het Prinsbisdom Luik. In 1796 werd Val gevoegd bij het nabijgelegen Meer, om aldus de gemeente Val-Meer te vormen.
De parochiekerk is de Sint-Stefanuskerk. Oorspronkelijk was dit een kwartkerk, ondergeschikt aan de parochie van Millen. Begin 19e eeuw werd deze verheven tot parochiekerk, en in 1898 werd de parochie van Meer bij de parochie van Val gevoegd.

## Nabijgelegen kernen
Meer, Bitsingen, Wonck, Bolder
Deelgemeenten: Genoelselderen · Herderen · Kanne · Membruggen · Millen · Riemst · Val-Meer · Vlijtingen · Vroenhoven · Zichen-Zussen-Bolder

Overige kernen: Bolder · Dries · Elst · Heukelom · Klein-Membruggen · Lafelt · Meer · Val · Zichen · Zussen

Belgische gemeenten · Arrondissement Tongeren · Limburg · Vlaanderen